# Copa México
Copa México ist ein Fußballturnier in Mexiko, welches zunächst zwischen 1907 und 1997 ausgetragen wurde. Am 31. Mai 2012 wurde bekannt gegeben, dass die Copa México ab der Apertura 2012 wieder eingeführt wird. Von 2012 bis 2019 fand das zuvor alljährlich ausgetragene Pokalturnier zweimal jährlich statt; je einmal in der Apertura und der Clausura. Zum bisher letzten Mal wurde das Turnier in der Saison 2019/20 wieder im Jahresrhythmus ausgetragen.

## Geschichte

### Copa Tower (1907/08–1920/21)
Das erste Pokalturnier in Mexiko wurde in der Saison 1907/08 unter der Bezeichnung Copa Tower ausgetragen. Die erste Phase des mexikanischen Vereinspokals wurde nach dem britischen Botschafter Reginald Thomas Tower (1860–1939) benannt, der 1907 nach Mexiko gekommen war und noch im selben Jahr den Pokal gespendet hatte. Zu jener Zeit waren nur Mannschaften aus dem Großraum von Mexiko-Stadt zur Teilnahme berechtigt – und so kamen mit Ausnahme des zweimaligen Siegers Pachuca AC alle weiteren Sieger aus der mexikanischen Hauptstadt.
Nachstehend eine Übersicht aller Finalpaarungen der Copa Tower:
| Jahr    | Pokalsieger        | Ergebnis  | Finalist          |
| ------- | ------------------ | --------- | ----------------- |
| 1907/08 | Pachuca AC         | 1:0       | British Club      |
| 1908/09 | Reforma AC         | 2:1       | Pachuca AC        |
| 1909/10 | Reforma AC         | ???       | Pachuca AC        |
| 1910/11 | British Club       | 1:0       | Reforma AC        |
| 1911/12 | Pachuca AC         | 3:1       | British Club      |
| 1912/13 | nicht ausgetragen1 |           |                   |
| 1913/14 | CF México          | 2:0 n. V. | Amicale Française |

| Jahr    | Pokalsieger   | Ergebnis | Finalist    |
| ------- | ------------- | -------- | ----------- |
| 1914/15 | Club España   | 1:0      | Rovers FC   |
| 1915/16 | Rovers FC     | ???      | Pachuca AC  |
| 1916/17 | Club España   | 5:1      | CF México   |
| 1917/18 | Club España   | 1:0      | Tigres      |
| 1918/19 | FV Germania   | 3:1      | Pachuca AC  |
| 1919/20 | nicht bekannt |          |             |
| 1920/21 | CF México     | 4:2      | FV Germania |

1: Gemäß Information der weltweit anerkannten Website der RSSSF wurde die Copa Towers in der Saison 1912/13 nicht ausgetragen. Es gibt aber auch Quellen, die den Pokalsieg der Saison 1912/13 dem Rovers FC gutschreiben.

### Copa Eliminatoria (1921/22–1931/32)
Die 1921/22 neu eingeführte Copa Eliminatoria wurde insgesamt nur fünfmal ausgetragen.
Nachstehend eine Übersicht aller Finalpaarungen der Copa Eliminatoria:
| Jahr    | Pokalsieger | Ergebnis | Finalist    |
| ------- | ----------- | -------- | ----------- |
| 1921/22 | CF Asturias | 4:1      | Club España |
| 1922/23 | CF Asturias | 3:0      | Club España |
| 1923/24 | CF Asturias | 5:3      | Reforma AC  |

| Jahr    | Pokalsieger       | Ergebnis | Finalist    |
| ------- | ----------------- | -------- | ----------- |
| 1924/25 | Club Necaxa       | 3:2      | CF Asturias |
| 1925/26 | Club Necaxa       | 4:2      | Club España |
| 1926–32 | nicht ausgetragen |          |             |

### Copa México (Amateurphase, 1932/33–1942)
Wenige Jahre nach der Gründung des Mexikanischen Fußballverbandes (FMF) im Jahr 1927 spendete dieser vor Beginn der Saison 1932/33 einen neuen Pokal, der die Bezeichnung Copa México erhielt. Zur Teilnahme waren nur die Mannschaften berechtigt, die in der Primera Fuerza spielten.
Nachstehend eine Übersicht aller Finalpaarungen der noch während der Amateurphase ausgetragenen Copa México:
| Jahr    | Pokalsieger       | Ergebnis  | Finalist |
| ------- | ----------------- | --------- | -------- |
| 1932/33 | Necaxa            | 3:1       | Germania |
| 1933/34 | Asturias          | 3:0       | Necaxa   |
| 1934/35 | nicht ausgetragen |           |          |
| 1935/36 | Necaxa            | 2:1 n. V. | Asturias |
| 1936/37 | Asturias          | 5:3       | América  |

| Jahr    | Pokalsieger | Ergebnis | Finalist |
| ------- | ----------- | -------- | -------- |
| 1937/38 | América     | 3:1      | España   |
| 1938/39 | Asturias    | 4:1      | España   |
| 1939/40 | Asturias    | 1:0      | Necaxa   |
| 1940/41 | Asturias1   | 2:2      | España   |
| 1941/42 | Atlante     | 5:3, 5:0 | Necaxa   |

1: Weil der Club España sich weigerte, zu einem Wiederholungsspiel anzutreten, wurde der CF Asturias zum Sieger erklärt.

### Copa México (Profifußball, 1943–1996/97)
Nachstehend eine Übersicht aller Finalpaarungen der Copa México seit Einführung des Profifußballs:
| Jahr    | Pokalsieger | Ergebnis        | Zweiter Platz | Siegertrainer         |
| ------- | ----------- | --------------- | ------------- | --------------------- |
| 1942/43 | Moctezuma   | 3:1             | América       | Eduardo Morilla       |
| 1943/44 | España      | 6:2             | Atlante       | Rodolfo Muñoz         |
| 1944/45 | Puebla      | 6:4             | América       | Eduardo Morilla       |
| 1945/46 | Atlas       | 5:4             | Atlante       | Eduardo Valdatti      |
| 1946/47 | Moctezuma   | 4:3             | Oro           | Julio Kaiser          |
| 1947/48 | Veracruz    | 3:1             | Guadalajara   | Joaquín Urquiaga      |
| 1948/49 | León        | 3:0             | Atlante       | José María Casullo    |
| 1949/50 | Atlas       | 3:1             | Veracruz      | Eduardo Valdatti      |
| 1950/51 | Atlante     | 1:0             | Guadalajara   | Octavio Vial          |
| 1951/52 | Atlante     | Gruppe1         | Guadalajara   | Gregorio Blasco       |
| 1952/53 | Puebla      | 4:1             | León          | Isidro Lángara        |
| 1953/54 | América     | 1:1 (3:2 i. E.) | Guadalajara   | Octavio Vial          |
| 1954/55 | América     | 1:0             | Guadalajara   | Octavio Vial          |
| 1955/56 | Toluca      | 2:1             | Irapuato      | Fernando Marcos       |
| 1956/57 | Zacatepec   | 2:1             | León          | Ignacio Trelles       |
| 1957/58 | León        | 5:2             | Zacatepec     | Antonio López Herranz |
| 1958/59 | Zacatepec   | 2:1             | León          | Ignacio Trelles       |
| 1959/60 | Necaxa      | 4:1             | Tampico       | Donaldo Ross          |
| 1960/61 | Tampico     | 1:0             | Toluca        | Nicolás Palma         |
| 1961/62 | Atlas       | 3:3, 1:0        | Tampico       | José Carlos Bauer     |
| 1962/63 | Guadalajara | 2:1             | Atlante       | Javier de la Torre    |
| 1963/64 | América     | 1:1 (5:4 i. E.) | Monterrey     | Alejandro Scopelli    |
| 1964/65 | América     | 4:0             | Morelia       | Alejandro Scopelli    |
| 1965/66 | Necaxa      | 3:3, 1:0        | León          | Miguel Marín2         |
| 1966/67 | León        | 2:1             | Guadalajara   | Luis Grill            |

| Jahr    | Pokalsieger       | Ergebnis         | Zweiter Platz | Siegertrainer          |
| ------- | ----------------- | ---------------- | ------------- | ---------------------- |
| 1967/68 | Atlas             | 2:1              | Veracruz      | Javier Novello         |
| 1968/69 | Cruz Azul         | 2:1              | Monterrey     | Raúl Cárdenas          |
| 1969/70 | Guadalajara       | 3:2, 2:1         | Torreón       | Javier de la Torre     |
| 1970/71 | León              | 0:0 (10:9 i. E.) | Zacatepec     | Antonio Carbajal       |
| 1971/72 | León              | Gruppe3          | Zacatepec     | Antonio Carbajal       |
| 1972/73 | nicht ausgetragen |                  |               |                        |
| 1973/74 | América           | 2:1, 1:1         | Cruz Azul     | José Antonio Roca      |
| 1974/75 | U.N.A.M.          | Gruppe3          | U de G        | Árpád Fekete           |
| 1975/76 | U.A.N.L.          | 2:0, 1:2         | América       | Claudio Lostanau       |
| 1976–87 | nicht ausgetragen |                  |               |                        |
| 1987/88 | Puebla            | 0:0, 1:14        | Cruz Azul     | Hugo Fernández         |
| 1988/89 | Toluca            | 2:0, 1:1         | U de G        | Héctor Sanabria        |
| 1989/90 | Puebla            | 4:1, 0:2         | U.A.N.L.      | Manuel Lapuente        |
| 1990/91 | U de G            | 1:0, 0:0         | América       | Alberto Guerra         |
| 1991/92 | Monterrey         | 4:2              | Ciudad Juárez | Miguel Mejía Barón     |
| 1992–94 | nicht ausgetragen |                  |               |                        |
| 1994/95 | Necaxa            | 2:0              | Veracruz      | Manuel Lapuente        |
| 1995/96 | U.A.N.L.          | 1:1, 1:0         | Atlas         | Víctor Manuel Vucetich |
| 1996/97 | Cruz Azul         | 2:0              | Toros Neza    | Víctor Manuel Vucetich |

1: Gruppenphase (in der Saison 1951/52 wurde der Sieger in einer Endrunde zwischen 3 Mannschaften ermittelt)
2: Nicht zu verwechseln mit dem gleichnamigen Torwart, der 1945 geboren wurde
3: Gruppenphase (in den Spielzeiten 1971/72 und 1974/75 wurde der Sieger in einer Endrunde zwischen jeweils 4 Mannschaften ermittelt)
4: Puebla gewann 1988 aufgrund der Auswärtstorregel

### Copa MX (ab 2012)
Nachstehend eine Übersicht aller Finalpaarungen der Copa México seit Wiedereinführung des Pokals mit erstmals halbjährlichem Austragungsmodus analog zum Spielsystem der Meisterschaft:
| Jahr          | Pokalsieger     | Ergebnis        | Finalist         | Siegertrainer          |
| ------------- | --------------- | --------------- | ---------------- | ---------------------- |
| Apertura 2012 | Dorados Sinaloa | 2:2 (5:4 i. E.) | UAT Correcaminos | Francisco Ramírez      |
| Clausura 2013 | Cruz Azul       | 0:0 (4:2 i. E.) | Atlante          | Guillermo Vázquez      |
| Apertura 2013 | Morelia         | 3:3 (3:1 i. E.) | Atlas            | Carlos Bustos          |
| Clausura 2014 | UANL Tigres     | 3:0             | Alebrijes Oaxaca | Ricardo Ferretti       |
| Apertura 2014 | Santos Laguna   | 2:2 (4:2 i. E.) | Puebla           | Pedro Caixinha         |
| Clausura 2015 | Puebla          | 4:2             | Guadalajara      | José Guadalupe Cruz    |
| Apertura 2015 | Guadalajara     | 1:0             | León             | Matías Almeyda         |
| Clausura 2016 | Veracruz        | 4:1             | Necaxa           | Carlos Reinoso         |
| Apertura 2016 | Querétaro       | 0:0 (3:2 i. E.) | Guadalajara      | Víctor Manuel Vucetich |
| Clausura 2017 | Guadalajara     | 0:0 (3:1 i. E.) | Morelia          | Matías Almeyda         |
| Apertura 2017 | Monterrey       | 1:0             | Pachuca          | Antonio Mohamed        |
| Clausura 2018 | Necaxa          | 1:0             | Toluca           | Ignacio Ambríz         |
| Apertura 2018 | Cruz Azul       | 2:0             | Monterrey        | Pedro Caixinha         |
| Clausura 2019 | América         | 1:0             | Ciudad Juárez    | Miguel Herrera         |
| 2019/20       | Monterrey       | 1:0, 1:1        | Tijuana          | Antonio Mohamed        |

## Übersicht der Pokalsieger

Eintrittskarte zu einem Pokalspiel von 1968

| Verein        | Ges. | Amat. | Prof. |
| ------------- | ---- | ----- | ----- |
| Asturias      | 8    | 8     | –     |
| Necaxa        | 8    | 4     | 4     |
| América       | 7    | 1     | 6     |
| España        | 5    | 4     | 1     |
| León          | 5    | –     | 5     |
| Puebla        | 5    | –     | 5     |
| Atlas         | 4    | –     | 4     |
| Cruz Azul     | 4    | –     | 4     |
| Guadalajara   | 4    | –     | 4     |
| Atlante       | 3    | 1     | 2     |
| Monterrey     | 3    | –     | 3     |
| U.A.N.L.      | 3    | –     | 3     |
| México FC     | 2    | 2     | –     |
| Moctezuma     | 2    | –     | 2     |
| Pachuca AC    | 2    | 2     | –     |
| Reforma       | 2    | 2     | –     |
| Toluca        | 2    | –     | 2     |
| Veracruz      | 2    | –     | 2     |
| Zacatepec     | 2    | –     | 2     |
| British Club  | 1    | 1     | –     |
| Dorados       | 1    | –     | 1     |
| Morelia       | 1    | –     | 1     |
| Querétaro     | 1    | –     | 1     |
| Rovers        | 1    | 1     | –     |
| Santos Laguna | 1    | –     | 1     |
| Tampico       | 1    | –     | 1     |
| UdeG          | 1    | –     | 1     |
| U.N.A.M.      | 1    | –     | 1     |

### Legende
- Ges = Anzahl aller Pokalsiege (Amateurphase und Profifußball)
- Amat. = Anzahl der Titelgewinne in der Amateurphase (1907/08 bis 1942)
- Prof. = Anzahl der Titelgewinne seit Bestehen der Primera División (1943 bis 2017/18)